# Club Air

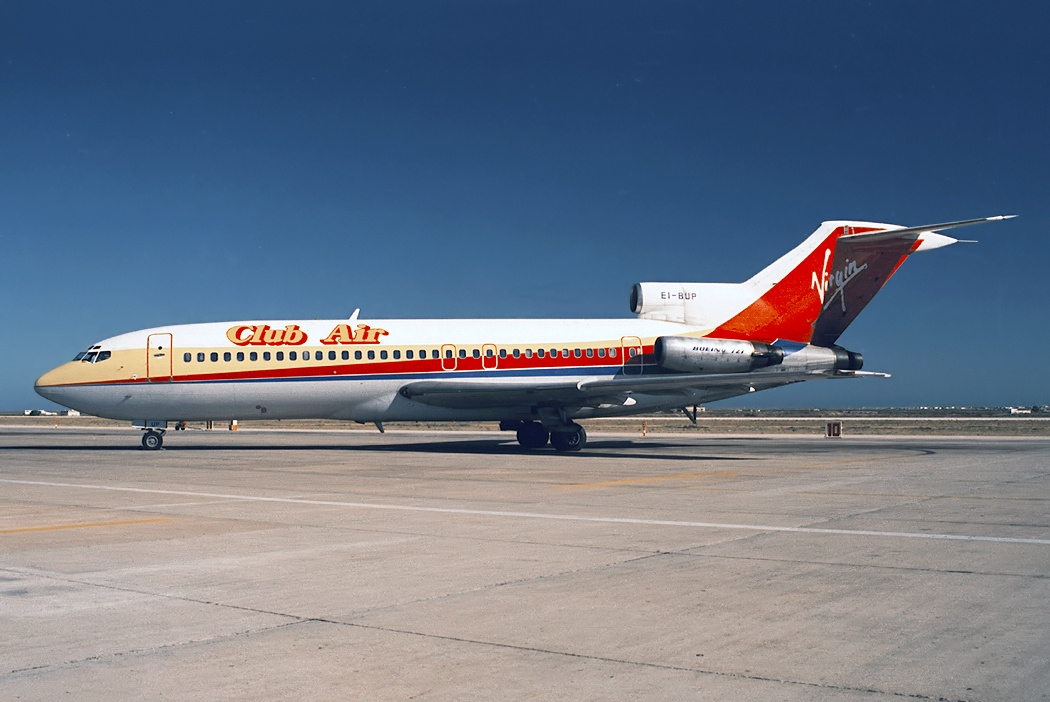
Boeing 727 de Club Air

Club Air (code AITA 6P) est une compagnie aérienne italienne régulière, spécialisée dans l'Europe de l'Est (Roumanie, Moldavie, Ukraine, Albanie et Kosovo), mais qui dessert également Bruxelles et de nombreuses villes italiennes.
Elle est née grâce à l'expérience d'un voyagiste (Valsole Viaggi e Turismo, Milan) qui organisait des charters avec la Tarom à destination de la Roumanie. Après être devenu agent exclusif de Balkan, la compagnie bulgare, le voyagiste a décidé de créer sa propre compagnie, en novembre 2002. Depuis le 24 novembre 2002, Club Air effectue des vols de Vérone et de Bari vers Bucarest et Timișoara. C'est aussi une compagnie charter.
Cette compagnie a cessé ses activités en 2009.

## Flotte
5 BAe 146-200 et 2 Avro RJ 85